# Parcines
Partschins (Parcines) tiếng Ý: Parcines; tiếng Đức: Partschins; Archaic (1087AD): Parzins, Parzinnes, Parcindes) là một đô thị ở tỉnh Bolzano-Bozen trong vùng Trentino-Alto Adige/Südtirol của Ý, có vị trí cách khoảng 70 km về phía bắc của thành phố Trento và khoảng 30 km về phía tây bắc của thành phố Bolzano (de. Bozen). Tại thời điểm ngày 31 tháng 12 năm 2004, đô thị này có dân số 3.313 người và diện tích là 55,4 km².
Đô thị Partschins (Parcines) có các frazioni (các đơn vị cấp dưới, chủ yếu là các làng) Montesole, Quadrato, Rablà, Tablà, Tel, và Vallettina.
Partschins (Parcines) giáp các đô thị: Algund (Lagundo), Lana, Marling (Marlengo), Moos in Passeier (Moso in Passiria), Naturns (Naturno), Plaus, Schnals (Senales), và Tirol (Tirolo).